# کلیسالی
کلیسالی (ترکی آذربایجانی: Kilsəli) یک منطقهٔ مسکونی در جمهوری آرتساخ است که در استان شاهومیان واقع شده‌است.